# Théoule-sur-Mer
Théoule-sur-Mer – miejscowość i gmina we Francji, w regionie Prowansja-Alpy-Lazurowe Wybrzeże, w departamencie Alpy Nadmorskie.
Według danych na rok 1990 gminę zamieszkiwało 1216 osób, a gęstość zaludnienia wynosiła 116 osób/km² (wśród 963 gmin regionu Prowansja-Alpy-W. Lazurowe Théoule-sur-Mer plasuje się na 345. miejscu pod względem liczby ludności, natomiast pod względem powierzchni na miejscu 682.).